# Notte di Santa Marina
Notte di Santa Marina è il nome di una strage nazifasciata avvenuta a Feltre il 19 giugno 1944.      
A seguito dell'assalto al carcere di Baldenich eseguito dai partigiani con la liberazione di 70 prigionieri senza uccidere nessuno, per rappresaglia, la gendarmeria tedesca, coadiuvata da spie italiane, arrestò 37 persone, poi imprigionate o deportate in campi di concentramento e ne uccise  5: il colonnello degli alpini Angelo Zancanaro, pluridecorato della Grande guerra, fondatore del CNL veneto, suo figlio Luciano,  di fronte alla loro casa uccisero l'ingegnere Pietro Vedrami e il commerciante antifascista Oldino de Paoli. Si recarono nel seminario vescovile dove uccisero il giovane seminarista Romano Colonna. Vennero anche massacrati di botte due preti: don Giulio Gaio e don Candido Fent. 
Nel dopoguerra per questo eccidio furono condannati Attilio Bolzonella alla fucilazione, con pena poi commutata in ergastolo e poi in 30 anni e Willy Niedermayer, capitano delle SS, condannato all'ergastolo nel 1962, ma morto nel 1982 in Cile dove era fuggito.

## Riconoscimenti
- 1977, Medaglia d'oro al V. M. alla memoria del tenente colonnello Angelo Zancanaro[2]